# Rachunek kapitałowy
Rachunek kapitałowy – część bilansu obrotów kapitałowych, która obejmuje transfery kapitałowe o charakterze bezzwrotnym przeznaczone na finansowanie środków trwałych, umorzenia długu oraz nabywanie i zbywanie aktywów niefinansowych i nieprodukowanych. Do transferów kapitałowych raportowanych w ramach rachunku kapitałowego zaliczane są np. nieodpłatne przekazanie środków na inwestycje lub zbycie/nabycie majątkowych praw autorskich czy znaków handlowych.